# Vandré
Vandré è un comune francese di 869 abitanti situato nel dipartimento della Charente Marittima nella regione della Nuova Aquitania.

## Storia

### Simboli
Il comune ha ripreso lo stemma della famiglia Poussard, antichi signori di Vandré, brisato da una bordura.

## Società

### Evoluzione demografica
Abitanti censiti